# Pomeni imen asteroidov: 150001–160000
Pregled pomenov imen asteroidov (malih planetov) od številke 150.001 do 160.000, ki jim je Središče za male planete dodelilo številko in so pozneje dobili tudi uradno ime  v skladu z dogovorjenim načinom imenovanja. Pregled je preverjen z Schmadelovim “Slovarjem imen malih planetov” (“Dictionary of Minor Planet Names”). 
Pregled pojasnjuje izvor oziroma pomen imen asteroidov, ki ga je priznala Mednarodna astronomska zveza (IAU). Nekateri asteroidi imajo imajo dodatno pojasnilo o izvoru imena, ki pa vedno ni popolnoma zanesljivo (oznaka “†” ali “‡“). 
| Ime                  | Začasna oznaka  | Izvor imena |
| 150.001–151.000      | 150.001–151.000 | 150.001–151.000 |
| 150001–150100        | 150001–150100   | 150001–150100 |
| -------------------- | --------------- | --- |
| 150035 Williamson    | 2005 WO         | Bruce Williamson, ameriški višji tehnik in strojnik pri Nasi na Napravah na Table Mountain (Table Mountain Facility) † |
| 150101–150200        |                 | |
| 150145 Uvic          | 1996 BH1        | Univerza Victorije ("UVic"), Britanska Kolumbija, Kanada, kjer je Observatorij Climenhaga Observatory (Climenhaga Observatory), tukaj je bil ta asteroid odkrit † |
| 150201–150300        |                 | |
| 150301–150400        |                 | |
| 150401–150500        |                 | |
| 150501–150600        |                 | |
| 150601–150700        |                 | |
| 150701–150800        |                 | |
| 150801–150900        |                 | |
| 150901–151000        |                 | |
| 151.001–152.000      |                 | |
| 151001–151100        |                 | |
| 151101–151200        |                 | |
| 151201–151300        |                 | |
| 151301–151400        |                 | |
| 151362 Chenkegong    | 2002 CP313      | Chen Kegong, stari oče odkritelja † |
| 151401–151500        |                 | |
| 151430 Nemunas       | 2002 FC14       | reka Nemunas, največja reka v Litvi † |
| 151501–151600        |                 | |
| 151601–151700        |                 | |
| 151701–151800        |                 | |
| 151801–151900        |                 | |
| 151901–152000        |                 | |
| 151997 Bauhinia      | 2004 JL1        | Bauhinia blakeana (Hong Konško drevo orhideje), mestna roža v Hong Kongu † |
| 152.001–153.000      |                 | |
| 152001–152100        |                 | |
| 152101–152200        |                 | |
| 152188 Morricone     | 2005 QP51       | Ennio Morricone (rojen 1928), plodovit italijanski filmski skladatelj † |
| 152201–152300        |                 | |
| 152217 Akosipov      | 2005 RR22       | Aleksandr Kuzmič Osipov, raziskovalec na Astronomskem observatoriju Kijevske univerze † |
| 152227 Argoli        | 2005 SO4        | Andrea Argoli (1570 – 1657), padovanski astronom, matematik in zdravnik † |
| 152301–152400        |                 | |
| 152401–152500        |                 | |
| 152501–152600        |                 | |
| 152559 Bodelschwingh | 1990 TM13       | Friedrich von Bodelschwingh, starejši, nemški ustanovitelj Ustanove Bethel (Bodelschwinghsche Anstalten Bethel) (dobrodelna ustanova) † |
| 152601–152700        |                 | |
| 152647 Rinako        | 1997 UF15       | Rinako Asami, hčerka odkritelja † |
| 152701–152800        |                 | |
| 152801–152900        |                 | |
| 152901–153000        |                 | |
| 153.001–154.000      |                 | |
| 153001–153100        |                 | |
| 153101–153200        |                 | |
| 153289 Rebeccawatson | 2001 FB10       | Rebecca Watson, ameriška zagovornica znanosti na radiu, blogih in na internetu † |
| 153298 Paulmyers     | 2001 FC122      | Paul Zachary "PZ" Myers, ameriški pridruženi profesor biologije in vzgojitelj, avtor bloga Pharyngula † |
| 153201–153300        |                 | |
| 153301–153400        |                 | |
| 153333 Jeanhugues    | 2001 OR50       | Jean-Hugues Blanc, francoski član Astronomske družbe Montpellier (Société astronomique de Montpellier), ki je opazoval na kraju odkritja † |
| 153401–153500        |                 | |
| 153501–153600        |                 | |
| 153601–153700        |                 | |
| 153701–153800        |                 | |
| 153801–153900        |                 | |
| 153901–154000        |                 | |
| 154.001–155.000      |                 | |
| 154001–154100        |                 | |
| 154101–154200        |                 | |
| 154201–154300        |                 | |
| 154301–154400        |                 | |
| 154401–154500        |                 | |
| 154501–154600        |                 | |
| 154601–154700        |                 | |
| 154660 Kavelaars     | 2004 FX29       | John J. ("JJ") Kavelaars, kanadski astronom † |
| 154701–154800        |                 | |
| 154801–154900        |                 | |
| 154865 Stefanheutz   | 2004 RO84       | Stefan Heutz, nemški pravnik in ljubiteljski astrofotograf † |
| 154901–155000        |                 | |
| 155.001–156.000      |                 | |
| 155001–155100        |                 | |
| 155101–155200        |                 | |
| 155116 Verkhivnya    | 2005 TJ49       | kraj Verkivnja, Ukrajina, kjer je posestvo grifice Eveline Hańske, žene francoskega romanopisca Honoré de Balzaca † |
| 155142 Tenagra       | 2005 UD4        | Tenagra, mitološki otok, ki je omenjen ("Darmok in Jalad v Tenagri") v epizodi Darmok iz znanstveno fantastične serije Zvezdne steze- Naslednja generacija, to je tudi vzdevek kraja odkritja †                                                                                          |
| 155201–155300        |                 | |
| 155301–155400        |                 | |
| 155401–155500        |                 | |
| 155501–155600        |                 | |
| 155601–155700        |                 | |
| 155701–155800        |                 | |
| 155801–155900        |                 | |
| 155901–156000        |                 | |
| 156.001–157.000      |                 | |
| 156001–156100        |                 | |
| 156101–156200        |                 | |
| 156201–156300        |                 | |
| 156301–156400        |                 | |
| 156401–156500        |                 | |
| 156501–156600        |                 | |
| 156601–156700        |                 | |
| 156701–156800        |                 | |
| 156801–156900        |                 | |
| 156879 Eloïs         | 2003 EQ1        | Eloïs Hernandez, sin Anne Véronique in Michela Hernandeza, ki je bil eden izmed odkriteljev † |
| 156901–157000        |                 | |
| 157.001–158.000      |                 | |
| 157001–157100        |                 | |
| 157101–157200        |                 | |
| 157141 Sopron        | 2004 PO1        | mesto Sopron, Madžarska, rojstni kraj drugega odkritelja † |
| 157194 Saddlemyer    | 2004 QR16       | Leslie K. Saddlemyer, kanadski sistemski inženir na Herzbergovem inštitutu za astrofiziko v Kanadi (Herzberg Institute of Astrophysics) pri Nacionalnem raziskovalnem zboru Kanade, (National Research Council of Canada ) in projektni vodja programa Gemini Planetary Imager †         |
| 157201–157300        |                 | |
| 157301–157400        |                 | |
| 157332 Lynette       | 2004 TL20       | Donna Lynette Wells, ameriški wife of the discoverer † |
| 157401–157500        |                 | |
| 157421 Carolpercy    | 2004 TX299      | Carol Percy, kanadski profesor angleščine † |
| 157473 Emuno         | 2005 QH         | "Em Uno", špansko črkovanje oznake M1, ki pomeni skupino španskih ljubiteljskih astronomov † |
| 157491 Rüdigerkollar | 2005 RD22       | Rüdiger Kollar, nemški astronom, ustanovitelj in pozneje predstojnik Observatorija "Adolph Diesterweg" Radebeul (Sternwarte "Adolph Diesterweg" Radebeul), kjer je bil ta asteroid odkrit †                                                                                              |
| 157501–157600        |                 | |
| 157601–157700        |                 | |
| 157640 Baumeler      | 2005 XS80       | Martin Baumeler (rojen 1936), švicarski obrtnik, ki je pomagal pri inštalaciji naprav na Observatoriju Robert-A. Naef (Observatoire Robert-A. Naef), kjer je bil asteroid odkrit † |
| 157701–157800        |                 | |
| 157747 Mandryka      | 2006 CS9        | Nikita Mandryka (rojen 1940), tunizijsko-francoski izdelovalec risanih filomov, ustvaril je serijo zgodb z naslovom Maskirana kumara (Concombre masque) † |
| 157801–157900        |                 | |
| 157901–158000        |                 | |
| 158.001–159.000      |                 | |
| 158092 Frasercain    | 2000 WM68       | Fraser Cain, kanadski inženir, avtor knjig in časopisov in izdajatelj revije Vesolje danes (Universe Today) † |
| 158101–158200        |                 | |
| 158201–158300        |                 | |
| 158222 Manicolas     | 2001 SP169      | Marie-Annick Nicolas, švicarski violinist, rojen v občini Le Creusot, kjer je bil asteroid odkrit † |
| 158301–158400        |                 | |
| 158401–158500        |                 | |
| 158501–158600        |                 | |
| 158601–158700        |                 | |
| 158623 Perali        | 2003 BS4        | Mirella Perali, italijanski ljubiteljski astronom, avtor številnih biografij znanstvenikov in esejev o medsebojnem vplivu astronomije in klasične literature † |
| 158701–158800        |                 | |
| 158801–158900        |                 | |
| 158901–159000        |                 | |
| 159.001–160.000      |                 | |
| 159001–159100        |                 | |
| 159011 Radomyshl     | 2004 TX13       | zgodovinsko mesto Radomišl, Ukrajina † |
| 159013 Kyleturner    | 2004 TC21       | v spomin na Kyle Walter Turner iz kraja Missouri City, Teksas, ZDA † |
| 159101–159200        |                 | |
| 159164 La Cañada     | 2005 JC22       | Observatorij La Cañada (Observatorio de la Cañada) v mestu Ávila, Španija, kraj odkritja asteroida † |
| 159201–159300        |                 | |
| 159215 Apan          | 2005 WS59       | kratica APAN, ki pomeni Associazione Provinciale Astrofili Novaresi, Italijanska ljubiteljska zveza astronomov, ki nadzira Astronomski observatorij Suno (Osservatorio Astronomico di Suno), kjer je bil asteroid odkrit †                                                               |
| 159301–159400        |                 | |
| 159351 Leonpascal    | 2007 EB10       | Leon Pascal Kocher, vnuk odkritelja † |
| 159401–159500        |                 | |
| 159409 Ratte         | 1999 OJ         | Hyacinthe de Ratte (1722 – 1805), francoski astronom † |
| 159501–159600        |                 | |
| 159601–159700        |                 | |
| 159701–159800        |                 | |
| 159743 Kluk          | 2003 FW1        | Kluk, češki grič blizu gore Kleť, to je vrh drugega gorskega grebena v masivu Blanský les (Blanski gozd) † |
| 159778 Bobshelton    | 2003 MZ1        | Robert Shelton, 19. predsednik Univerze Arizone, predsedoval je upravi Keckovega Telescopa od leta 1997 do 2000, veliko je prispeval k uspehu Teleskopa SOAR (SOAR Telescope) v Čilu in pri Južnoafriškem velikem teleskopu (Southern African Large Telescope ali SALT) v Južni Afriki † |
| 159801–159900        |                 | |
| 159827 Keithmullen   | 2003 TD2        | Keith Mullen, ameriški namestnik predsednika Astronomskega kluba Huachuaca (Huachuca Astronomy Club ) v Sierra Visti, Arizona (glej tudi 133753 Teresamullen) † |
| 159901–160000        |                 | |

| Predhodnik: 140.001–150.000 | Pomeni imen asteroidov Seznam asteroidov | Naslednik: 160.001–170.000 |